# フランキー堺
フランキー堺（、1929年〈昭和4年〉2月13日 - 1996年〈平成8年〉6月10日）は、日本のコメディアン、俳優、ジャズドラマー、司会者。
鹿児島県鹿児島市出身。本名は堺 正俊（）。慶應義塾大学法学部卒業。

## 来歴・人物
鹿児島市車町（現在の上本町の一部）出身。父親は鹿児島の士族の家系の出身。明治・大正時代に活躍し、映画『ノンキナトウサン』の主役としても知られる曾我廼家五九郎とは親戚に当たる。
小学校在学中はボーイソプラノの歌い手として注目され、合唱団としてNHK鹿児島放送局のラジオ番組に出演した。
一家で東京市大森区池上へ引越し、池上第二小学校、私立麻布中学校を経て、慶應義塾大学法学部卒業。中学時代の同級生には小沢昭一、加藤武が、他の同級生にはなだいなだ、内藤法美、仲谷昇、大西信行らがいた。
1946年8月のバレエ「白鳥の湖」日本初演（第一次東京バレエ団）では男性ダンサーが足りず立ち役は早稲田、慶應、上智の各大学の演劇部の学生が演じ、慶應大の学生だった堺も出演している。
大学時代から進駐軍のキャンプでバンド「シックスレモンズ」のジャズ・ドラマーとして演奏し、芸能界へ進む。芸名のフランキーは、進駐軍相手に演奏を行うため通りがいいように名付けた。1954年にフランキー堺とシティ・スリッカーズを結成して、スパイク・ジョーンズをまねた冗談音楽を演奏。築地のクラブで演奏していると、俳優伴淳三郎と知り合い、念願の役者へ。
後に映画へ進出し、『幕末太陽傳』や『駅前シリーズ』などに出演。幕末太陽傳での左平次の演技が決定打となって、1957年のブルーリボン賞主演男優賞を受賞する。ブルーリボン賞受賞の弁では「今撮影している映画（『母三人』1958年公開）は、笑わせ役者から泣かせ役者に踏み出す第一歩です」と抱負を語った。
堺は、花形ジャズマンでもあったリズム感覚と明晰な頭脳を生かしたスラップスティック演技は超一流といわれ、小沢は堺を「やらせたら、あんなにおかしいことができる人は他にいないでしょうね。その技芸は一番ですよ」とコメントし、初対面の小林信彦にも「ピエール・エテックスの喜劇『女はコワイです』のギャグを数えたら六十ありましたが、僕が使えるのは五十四ですかね」と切り出すなど今も輝かしい才気が語り伝えられているが、堺もこのコメントあたりからスラップスティック・コメディアンから人情喜劇役者への転身が始まる。特に東宝から松竹へ移った辺りからは、芸名のようなフランキーな持ち味は控えられるようになった。
BC級戦犯の悲劇を描いた『私は貝になりたい』、人情派検事の奮闘を描いた『赤かぶ検事奮戦記』などの社会派ドラマ、『モスラ』や『世界大戦争』などの特撮まで幅広く活躍した。『モスラ』の監督を務めた本多猪四郎は堺の演技について、熱心に役に取り組んでおり非常にやりやすかったと述べている。
朝日放送のクイズ番組『霊感ヤマカン第六感』では野末陳平の後任として2代目司会者を務め、軽妙かつ温厚な司会ぶりで視聴者に親しまれた。
多額の私財を投じて東洲斎写楽の研究を行っていたことでも有名である。1995年の篠田正浩監督映画『写楽』では、企画総指揮・脚色を務め、版元・蔦屋重三郎役を自ら演じた。これは、『幕末太陽傳』で堺を主演に起用した川島雄三監督が「次回作はフランキー堺主演で写楽を撮る」と告げたまま急死してしまったため、その遺志を継いで30年後に完成させたものだった。また、同じく写楽の映画を撮ることを念願としていた巨匠・内田吐夢とも意気投合したが、内田も夢を果たせずに没した。
落語家の8代目桂文楽に入門しており、噺家として桂文昇の名を持っていた。
1967年から大阪芸術大学で演劇論を講じ、1974年より大阪芸術大学舞台芸術学科の教授に就任し学科長も務めた。1994年に紫綬褒章を受章。
1996年6月7日未明に大阪市のホテルで吐血して緊急入院、6月10日午後11時2分、肝不全のため東京都港区の済生会中央病院で死去した。67歳没。
『モスラ』で共演した小泉博は堺の死について、「ショックでした」と語っている。

## 親族
堺の長男は和久峻三の娘と、次男は福澤諭吉の曽孫の娘とそれぞれ結婚している。

## 受賞
- 第8回ブルーリボン賞 主演男優賞〔昭和32年〕「幕末太陽傳」「倖せは僕等のねがい」
- 第31回キネマ旬報ベスト・テン 主演男優賞〔昭和32年〕「幕末太陽傳」
- 芸術祭文部大臣賞〔昭和33年〕「私は貝になりたい」
- 芸術祭文部大臣賞(映画)〔昭和38年〕「天と結婚」
- NHK映画賞 主演男優賞「末は博士か大臣か」
- 芸術祭企画賞(ドラマ)〔昭和39年〕「もぐらの唄」
- モンテカルロ国際テレビ祭シルバー・ニンフ賞(第30回)〔平成2年〕「山頭火」
- 紫綬褒章〔平成6年〕
- 藤本賞(平6年度)〔平成7年〕
- エランドール賞(特別賞,平7年度)〔平成8年〕「写楽」
- 第19回日本アカデミー賞 特別賞企画賞〔平成8年〕[15]
- 第20回日本アカデミー賞 会長特別賞〔平成9年〕
- 第51回毎日映画コンクール 特別賞〔平成9年〕

## 出演作品

### 映画

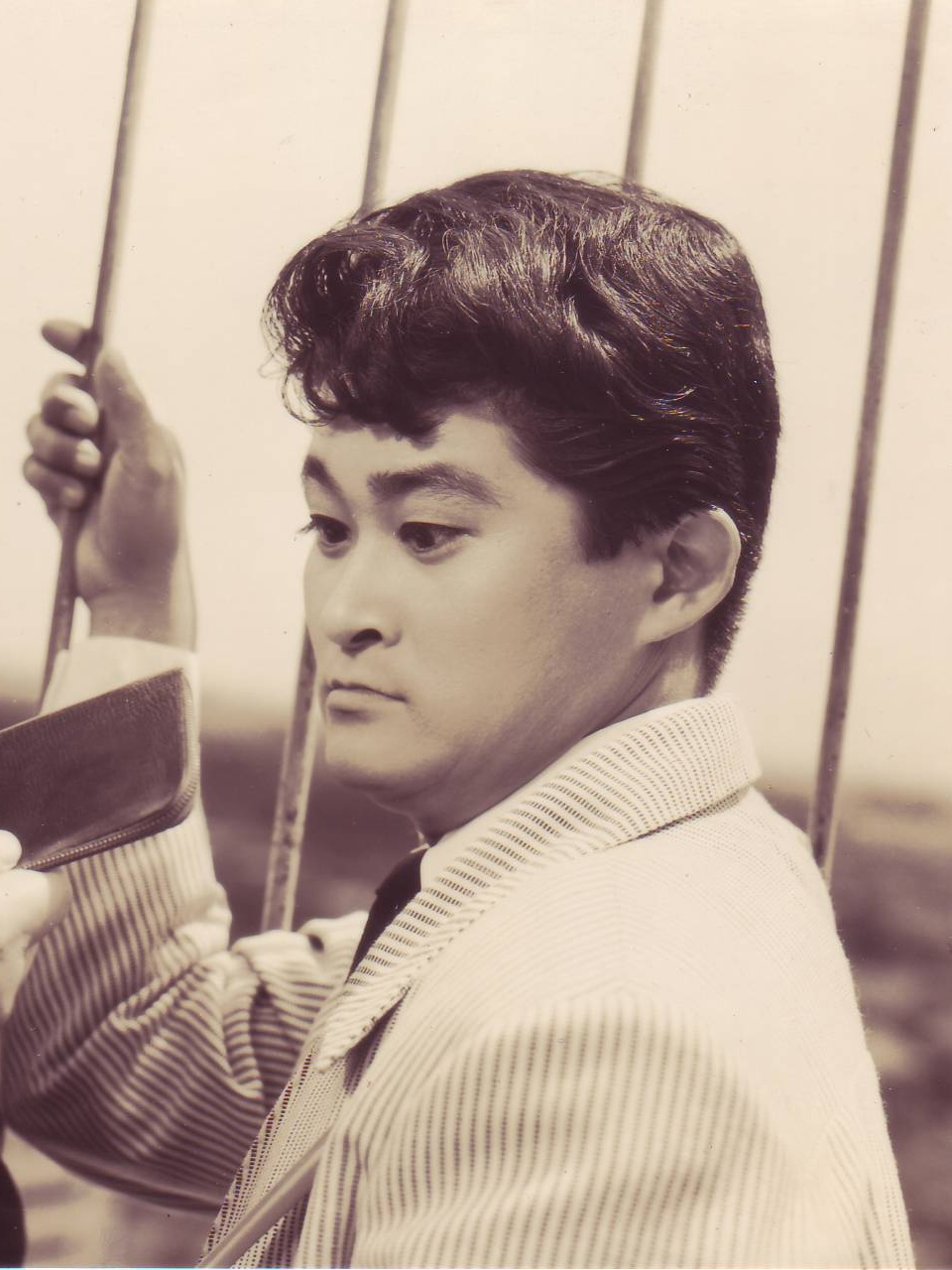
『地下から来た男』（1956年）

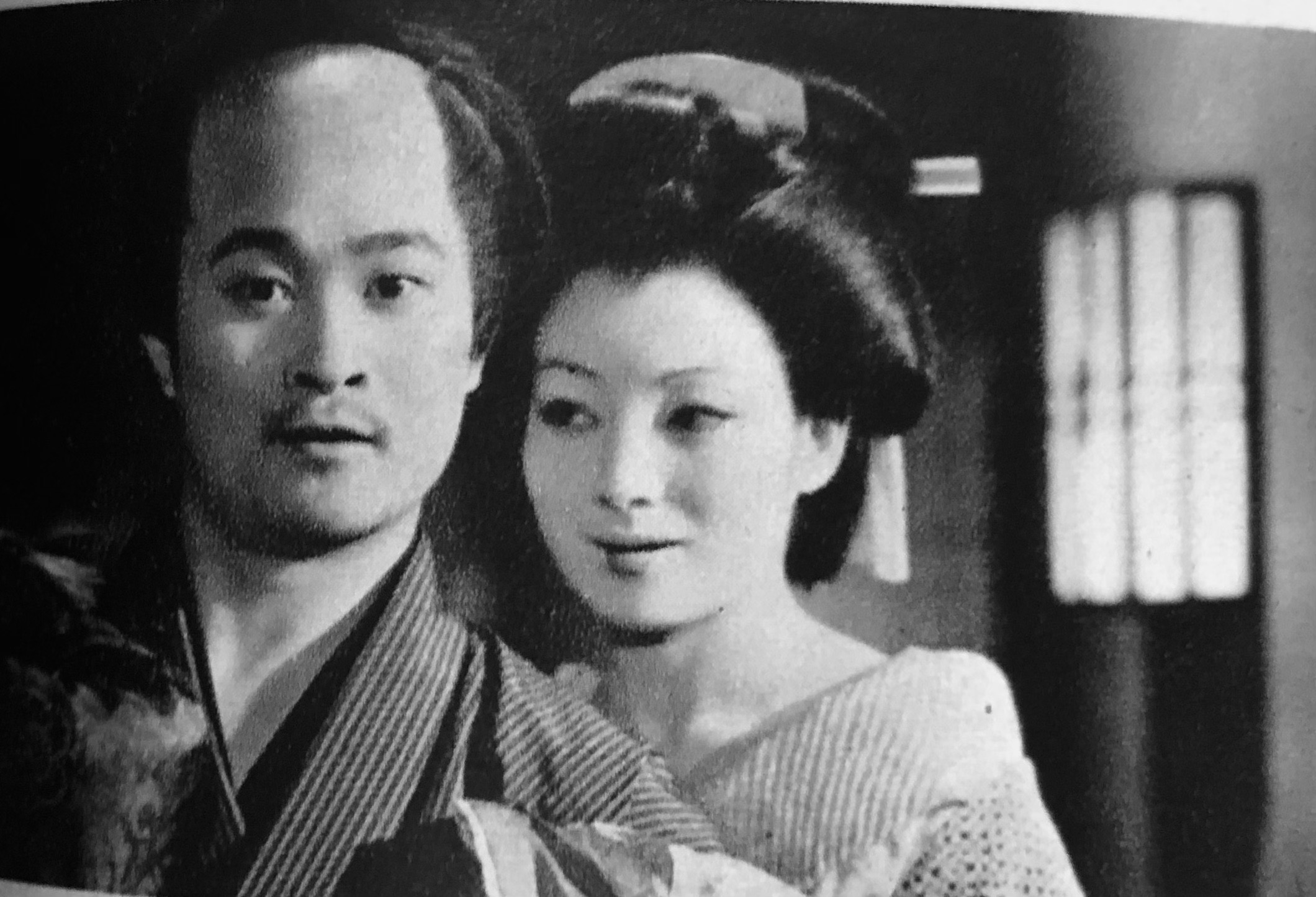
『幕末太陽傳』（1957年）

『私は貝になりたい』（1959年）

- 名探偵アジャパー氏（1953年、新東宝）- 与田輝夫とシックス・レモンズの一員
- 青春ジャズ娘（1953年、新東宝）- ドラムの青木
- 七変化狸御殿（1954年、松竹）- ジャズ狸
- 愛のお荷物（1955年/日活）[9]
- 初恋カナリア娘（1955年、日活）
- 緑はるかに（1955年）- ピエロ
- 丹下左膳 第一部 乾雲の巻、第二部 坤竜の巻、第三部 昇竜の巻（1956年、日活）- 鼓の与吉
- 牛乳屋フランキー（1956年、日活）[9]
- ドラムと恋と夢（1956年、日活）- フラ公
- ジャズ・オン・パレード 1956年 裏町のお転婆娘 (1956年)
- お転婆三人姉妹 踊る太陽(1957年、日活)
- フランキー・ブーチャンのあゝ軍艦旗(1957年、日活)
- 幕末太陽傳（1957年、日活）- 主演・居残り佐平次[9]
- フランキーの宇宙人（1957年、日活）- 主演[注釈 1]
- 倖せは俺等のねがい（1957年、日活）
- 嵐を呼ぶ男（1957年、日活）- 留置場の男（ノンクレジット）
- 母三人（1958年、東宝）- 中原清治[16]
- ぶっつけ本番（1958年、東宝）- 主演・松木徹夫[17]
- 駅前シリーズ（1958 - 1969年、東宝）
- 私は貝になりたい（1959年、東宝）
- 貸間あり（1959年、東宝）
- 独立愚連隊西へ（1960年、東宝）- 八路軍・梁隊長
- 幽霊繁盛記（1960年、東宝）- 八五郎
- 羽織の大将（1960年、東宝） - 十文字忠夫
- 赤坂の姉妹より 夜の肌（1960年、東京映画）
- モスラ（1961年、東宝）- 福田善一郎[18][4][5]
- 特急にっぽん（1961年、東宝）
- 世界大戦争（1961年、東宝）- 田村茂吉[3][5]
- 南の島に雪が降る（1961年、東宝）
- 雲の上団五郎一座（1962年、東宝）
- おへその大将（1962年、宝塚映画/東宝）
- 忠臣蔵 花の巻・雪の巻（1962年、東宝）
- 社長シリーズ（1962年 - 1967年）
- 喜劇 とんかつ一代（1963年、東京映画）
- 台所太平記（1963年、東宝）
- ばりかん親分（1963年、松竹）
- 末は博士か大臣か（1963年、大映）
- ミスター・ジャイアンツ 勝利の旗（1964年、東宝）
- 君も出世ができる（1964年、東宝）[9]
- ラーメン大使（1967年、大映）
- 旅行シリーズ（1968年 - 1972年、松竹大船）
- ドリフターズですよ！盗って盗って盗りまくれ（1968年、東宝）- 坂井
- 河内フーテン族（1968年、宝塚映画/東宝）- 河内の風吉
- こわしや甚六（1968年、松竹）
- 白昼堂々（1968年、松竹）- 坂下
- 喜劇 “夫”売ります!!（1968年、東映）
- 妾二十一人 ど助平一代（1969年、東映）
- 極道ペテン師（1969年、日活）
- 与太郎戦記（1969年、大映）
- 喜劇・あゝ軍歌（1970年、松竹）
- 喜劇・命のお値段（1971年、松竹）
- 喜劇 男の子守唄（1972年、松竹）
- 喜劇 日本列島震度0（1973年、松竹大船）
- 男じゃないか 闘志満々（1973年、松竹）
- 喜劇 男の泣きどころ（1973年、松竹）
- 宮本武蔵（1973年、松竹）- 本位田又八
- 俺の血は他人の血（1974年、松竹）
- 喜劇 百点満点（1976年、東宝）
- 日本の仁義（1977年、東映）- 石毛忠
- ダイナマイトどんどん（1978年、大映）- 五味徳右衛門
- 翼は心につけて（1978年、共同映画全国系列会議）- 鈴木伸夫
- ハワイアンラブ 危険なハネムーン（1978年、日活）
- けっこう源さん（1978年、天理教道友者）- 深谷源次郎
- 復讐するは我にあり（1979年、松竹）- 河井警部
- 北斎漫画（1981年、松竹）- 中島伊勢
- 嵐を呼ぶ男（1983年、東宝）
- 国士無双（1986年、サンレニティ）
- 親鸞 白い道（1987年、松竹）
- 星の牧場（1987年、東映クラシックフィルム）
- あいつ（1991年、アルゴプロジェクト）
- 超能力者 未知への旅人（1994年）
- 写楽（1995年、西友）[注釈 2]
- 瀬戸内ムーンライト・セレナーデ（1997年、松竹）- 写真屋さん[注釈 3]

### テレビドラマ
- わが輩ははなばな氏（1956年 - 1959年、ラジオ東京テレビ）- はなばな氏[注釈 4]
- 私は貝になりたい（1958年10月31日、ラジオ東京テレビ）- 清水豊松
- 東レ サンデーステージ / 足にさわった女（1960年7月3日、日本テレビ）
- テレビ指定席 / 流人天国（1961年5月14日、NHK総合）
- こんばんは21世紀（1964年4月12日、東京12チャンネル）- 弁護人
- 大河ドラマ (NHK総合)
  - 太閤記（1965年）- 於福
  - おんな太閤記（1981年）- 徳川家康
  - 太平記（1991年）- 長崎円喜
- こりゃまた結構（1967年、TBS）
- 売らいでか!（1969年、よみうりテレビ）- 山内杉雄
- ザ・ガードマン 第293話「逃げろ!妻からの殺人司令」（1970年、TBS / 大映テレビ室）
- 江戸川乱歩シリーズ 明智小五郎 第10話「屋根裏の散歩者」（1970年、東京12チャンネル / 東映）
- 速歩自源流（1969年、NHK総合）
- 男は度胸（1970年、NHK総合）- 雲霧仁左衛門
- 大忠臣蔵（1971年、NET）- 赤埴源蔵
- 人形佐七捕物帳 第2話「謎の銀かんざし」（1971年、NET）- 歌川国貞
- 東芝日曜劇場（TBS）
  - 風船のあがる時（1972年、HBC）- 五郎
  - あぁ!新世界（1975年2月2日、HBC） - 河西五郎
  - 時計（1977年、HBC）- 中西銀次
  - 馬逃げた!（1979年、HBC）- 戸部
- 銀座わが町（1973年、NHK総合）
- 顔で笑って（1973年、TBS）- 吉本太郎
- 落日燃ゆ（1976年、NET）- 吉田茂
- 遠山の金さん 第49話「独楽が廻れば鬼が泣く」（1976年、NET / 東映）- 源助
- 水戸黄門 第7部 第33話「十七年目の泣き笑い -伊勢崎-」（1977年1月3日、TBS / C.A.L）- 一八
- 夜明けの刑事 第111話（最終回）「歌手になりたかったのに!!」（1977年3月23日、TBS / 大映テレビ室）- 尾長大助
- 浮浪雲（1978年、テレビ朝日 / 石原プロモーション）- 西郷隆盛・勝海舟の偽者
- 銀河テレビ小説（NHK総合）
  - 春の珍客（1979年）
  - 現代夫婦考（1981年）- 津村順吉
- 連続テレビ小説（NHK総合）
  - マー姉ちゃん（1979年4月 - 9月）- 菊池寛
  - 鮎のうた（1979年10月 - 1980年4月）- ナレーション
- あ・うん（1980年 - 1981年、NHK総合）- 水田仙吉
- 将軍 SHŌGUN（1980年、アメリカ・NBC）- 矢部
- 桃太郎侍 第191話「人情まわり舞台」（1980年、日本テレビ / 東映）
- 赤かぶ検事奮戦記シリーズ（1980年 - 1992年、朝日放送 / 松竹）- 柊茂
- 必殺シリーズ（朝日放送・松竹）
  - 特別編必殺仕事人 恐怖の大仕事 水戸・尾張・紀伊（1981年）- 与市役
  - 必殺シリーズ10周年記念スペシャル 仕事人大集合（1982年）- 名倉堂与市役[注釈 5]
- ザ・ハングマン4（1984年、朝日放送 / 松竹芸能）- ゴッド / 神山玄蔵
- ポニーテールはふり向かない（1985年、TBS / 大映テレビ室）- 麻生雄次
- 土曜ワイド劇場 養子探偵団（1986年、朝日放送 / 松竹）- 名村利平
- 山頭火 〜何んでこんなに淋しい風ふく〜[19]（1989年、NHK総合）
- 鬼平犯科帳 第1シリーズ 第16話「盗法秘伝」（1989年、フジテレビ / 松竹）- 伊砂の善八
- びいどろで候〜長崎屋夢日記 第9話「ようこそ貧乏神」（1990年、NHK総合） - 貧乏神
- 獄門島（1990年、フジテレビ）- 了然
- 本多の狐－徳川家康の秘宝（1992年9月29日、朝日放送）
- 特選!黒のサスペンス「視線・証拠無し」（1993年10月4日、関西テレビ）
- 坊っちゃん -人生損ばかりのあなたに捧ぐ-（1994年1月1日、NHK総合）- 狸
- 雪（1994年1月3日、NHK総合「正月ドラマ」）- ユキの父
- 横溝正史シリーズ・女怪（1996年4月26日、フジテレビ）- 硯川酒肴（流行探偵小説作家）
- 土曜ドラマ / ぜいたくな家族（1996年9月7日、NHK総合）- 草野昭三[注釈 6]

### テレビアニメ
- まんが日本絵巻（1977年 - 1978年、TBS）- 語り手

### 劇場アニメ
- ちびっ子レミと名犬カピ（1970年、東映動画）- カピ

### バラエティ
- コメディフランキーズ（1963年 - 1964年、TBS）
- 夢をあなたに（1966年 - 1967年、NHK総合）
- スポットライト（1972年 - 1973年、NHK総合）
- 霊感ヤマカン第六感（1977年 - 1984年、朝日放送） - 司会
- お好み演芸会（1989年 - 1990年、NHK総合）- 総合司会

### ラジオ
- フランキーのさわやかジョッキー（文化放送）
- フランキー堺のフランキー夜話（ニッポン放送）- パーソナリティ

### CM
- エースコック「駅前ラーメン」
- 佐藤製薬「ハイトス12」（1965年）
- 武田薬品工業「タケダ胃腸薬」（1977年 - 1985年）
- ヤンマー「ヤンマー農機具」
- コクヨ「コクヨロングランデスク」

### 広告
- 柳屋本店

## NHK紅白歌合戦出場歴
| 1958年（昭和33年）/第9回 | 男はよわい         | 江利チエミ |
| 1959年（昭和34年）/第10回 | もぐら祭り         | 江利チエミ |
| 1960年（昭和35年）/第11回 | 悲しきインディアン | ペギー葉山 |
| 1961年（昭和36年）/第12回 | 金色夜叉           | 越路吹雪   |
| - このうち、第9回と第10回はラジオ中継による音声が現存する。 - 第10回は2009年4月29日放送のNHK-FM『今日は一日“戦後歌謡”三昧』の中で、二三代の歌を含め全編の音声が再放送された（音声はモノラル）。 - 第9回も、2010年4月29日放送の（前年に続き2度目の）NHK-FM『今日は一日“戦後歌謡”三昧』の中で紹介された（音声はモノラル）。 |                    |            |

## 著書
- 内村直也編『現代テレビ講座 第2巻 テレビタレント篇』ダヴィッド社、1960年（「テレビ演技の実際」を収録）
- 『フランキー太陽伝』報知新聞社、1969年（巻末に自伝「ぼくの『ドラムとドラマ』」を収録）
- 『（フランキー堺の）男性諸君―独断と偏見に満ちあふれたお喋り集』ルック社、1975年
- 『写楽道行』（SF時代小説）ISBN 4163088806 ISBN 4167507013
- 『芸夢感覚―フランキー人生劇場』（自伝的エッセイ集）ISBN 4087740412
- 『写楽を探せ―謎の天才絵師の正体』（アンソロジー）ISBN 4881351680
- 『俳句のゆたかさ―森澄雄対談集』（対談「遊びの精神」を収録）ISBN 4023305685
- 『（著名人が語る〈学びのヒント〉 第5巻）創るよろこび』（「劇的生活」を収録）ISBN 4897847524